# Avelino Salvador Maluana
Avelino Salvador Maluana (Maputo, Mozambique, 20 de junio de 1974) es un exfutbolista de Mozambique que jugaba en la posición de delantero. Actualmente es entrenador asistente del GD Maputo.

## Carrera

### Club
| Periodo   | Club                |
| --------- | ------------------- |
| 1996      | GD Maputo           |
| 1996-1997 | FC Porto B          |
| 1997-1998 | Dragões Sandinenses |
| 1999-2003 | GDRC Os Sandinenses |
| 2004-2005 | Padroense FC        |
| 2006      | Académica de Maputo |

### Selección nacional
Jugó para Mozambique en 16 ocasiones de 1997 a 2003 y anotó un gol, el cual fue en la Copa Africana de Naciones 1998 en la derrota por 1-3 ante Zambia, el cual fue el único gol de Mozambique en el torneo.